# Шумери
Шумери (шум. sag-gig-ga — чорноголові) — стародавній народ, що населяв південь нижнього Межиріччя, або ж власне країну Шумер у IV—III тисячоліттях до нашої ери.

## Походження
Прабатьківщина шумерів, звідки вони прийшли в Межиріччя, достеменно невідома. Є певні підстави думати, що вони прийшли з Іранського нагір'я на схід від гір Загросу. Підстави цієї теорії полягають в тому, що, згідно з шумерським епосом, в центрально-іранській країні Аратті жителі мали шумерські імена й поклонялися шумерським богам. Якщо цей факт не є фольклорною умовністю, то одним з його пояснень може бути те, що шумери або самі прийшли з Аратти, або ж осідали там на певний час на своєму шляху до Межиріччя. Однак подібне можна пояснити і наявністю колоністів з Шумеру і взаємним впливом.[джерело?]
Виходячи з ряду фактів, як те, що свої храми шумери будували на високих насипах, які нагадують пагорби, те, що первісно вони використовували дуже велику цеглу, схожу на кам'яні брили, що слова «гора» та «країна» шумерською пишуться однаково, багато хто з сучасних дослідників роблять припущення, що прабатьківщиною шумерів була гірська країна.[джерело?]
В літературі часто зустрічаються відомості, нібито самі шумери вважали своєю прабатьківщиною острів Дільмун[джерело?] Підставою для нього став шумерський міф про те, що там колись жили першопредки усіх живих істот. Але за міфом, з Дільмуна походять не лише шумери, а люди взагалі, тобто це загальний космогонічний міф, а не міфологізована розповідь про стародавню батьківщину. Більше того, розкопки на самому Дільмуні з'ясували, що це якраз він був заселений вихідцями з Нижньої Месопотамії — убейдцями.[джерело?]

## Етногенез
На момент приходу шумерів на південь нижнього Межиріччя там вже існувала досить розвинута убейдська культура, що знала землеробство та плавку міді. Свого часу були погляди, що шумери є нащадками убейдської культури, але зараз шумери та убейдці вважаються різними народами.[джерело?] В шумерській мові є субстратні сліди іншої, так званої «бананової»[джерело?], окрім того, ще ряд особливостей культури свідчить, що на шумерів справив вплив народ, який знав плавку міді. Між археологічними культурами Убейду і так званими протописемними, достовірно шумерськими, відзначається зміна типу поховань, що зазвичай свідчить про етнічні зміни. Найлогічнішим поясненням усіх цих фактів є визнання культури Убейд нешумерською, а самих шумерів прибульцями в регіоні. Представниками та нащадками убейдської культури вважається найдавніше населення Межиріччя — субарійці.[джерело?]
Зміна субарейців шумерами не була результатом завоювання. Міські поселення та храми епохи Урук є продовженням будівель епохи Убейд, тобто поселення шумерів у регіоні мало мирний характер, і вони вселялися до міст, що вже існували. Прибульці-шумери змішалися з субарейцями і поступово асимілювали їх, перейнявши ряд ремесел, наприклад, плавку міді, відповідну термінологію, деякі інші слова та деяких божеств. Таким чином поступово утворився новий єдиний шумерський народ.[джерело?]

## Господарство
Шумерам приписують організацію масштабних гірничих робіт із освоєння родовищ срібла і датують першою половиною III тисячоліття до н. е. Розроблялися родовища Південного Кавказу, Ірану, Малої Азії. Цікаво, що в стародавній шумерській поемі «Енмеркар і правитель Аратти» (середина III тисячоліття до н. е.) згадується про постачання в Межиріччя із «розташованої за сімома узгір'ями» країни Аратти срібла, золота, електруму, лазуриту й «гірського каміння з їх гір». Згідно з описами, місце розташування Аратти могло бути на території Вірменського нагір'я.

## Галерея

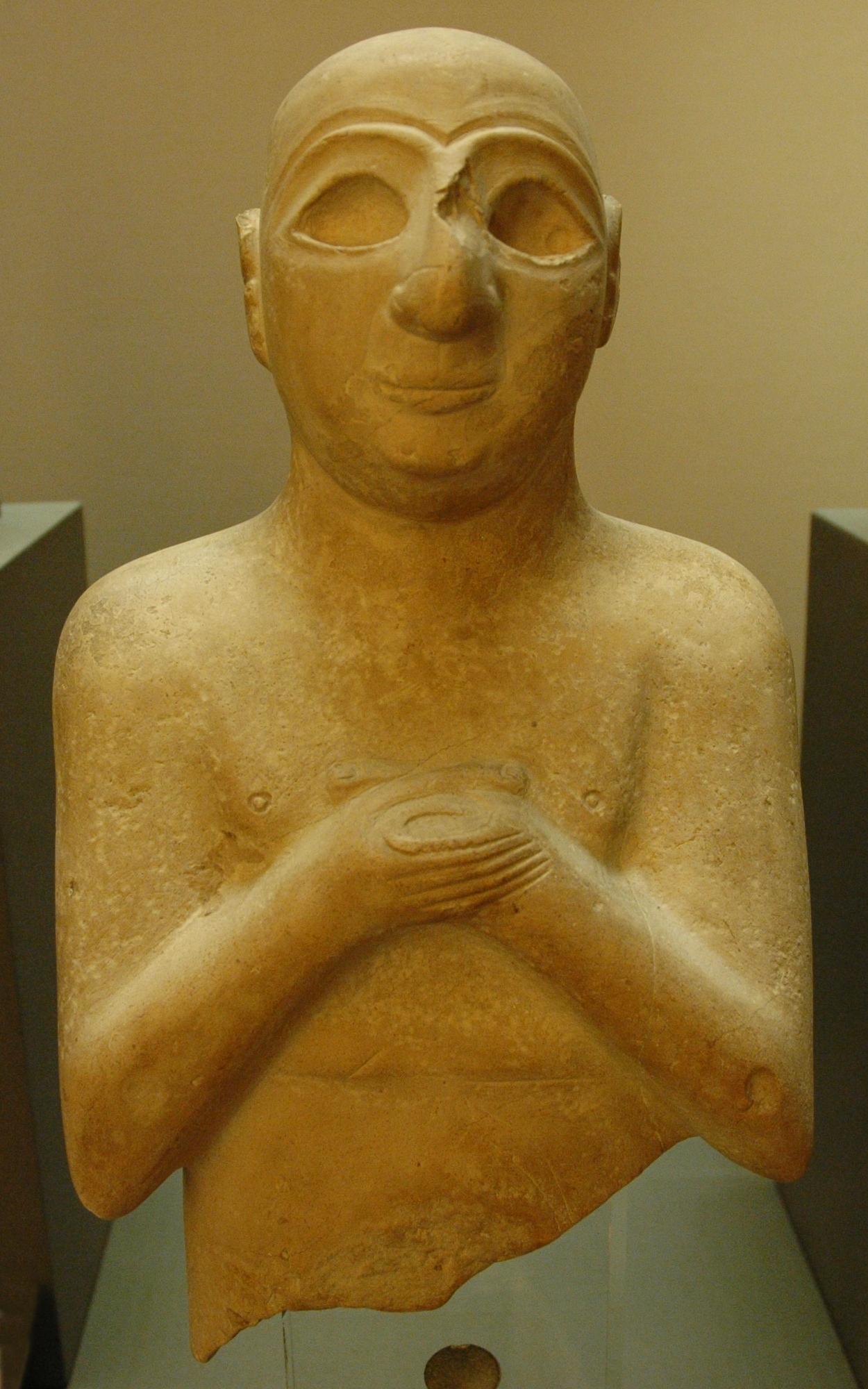
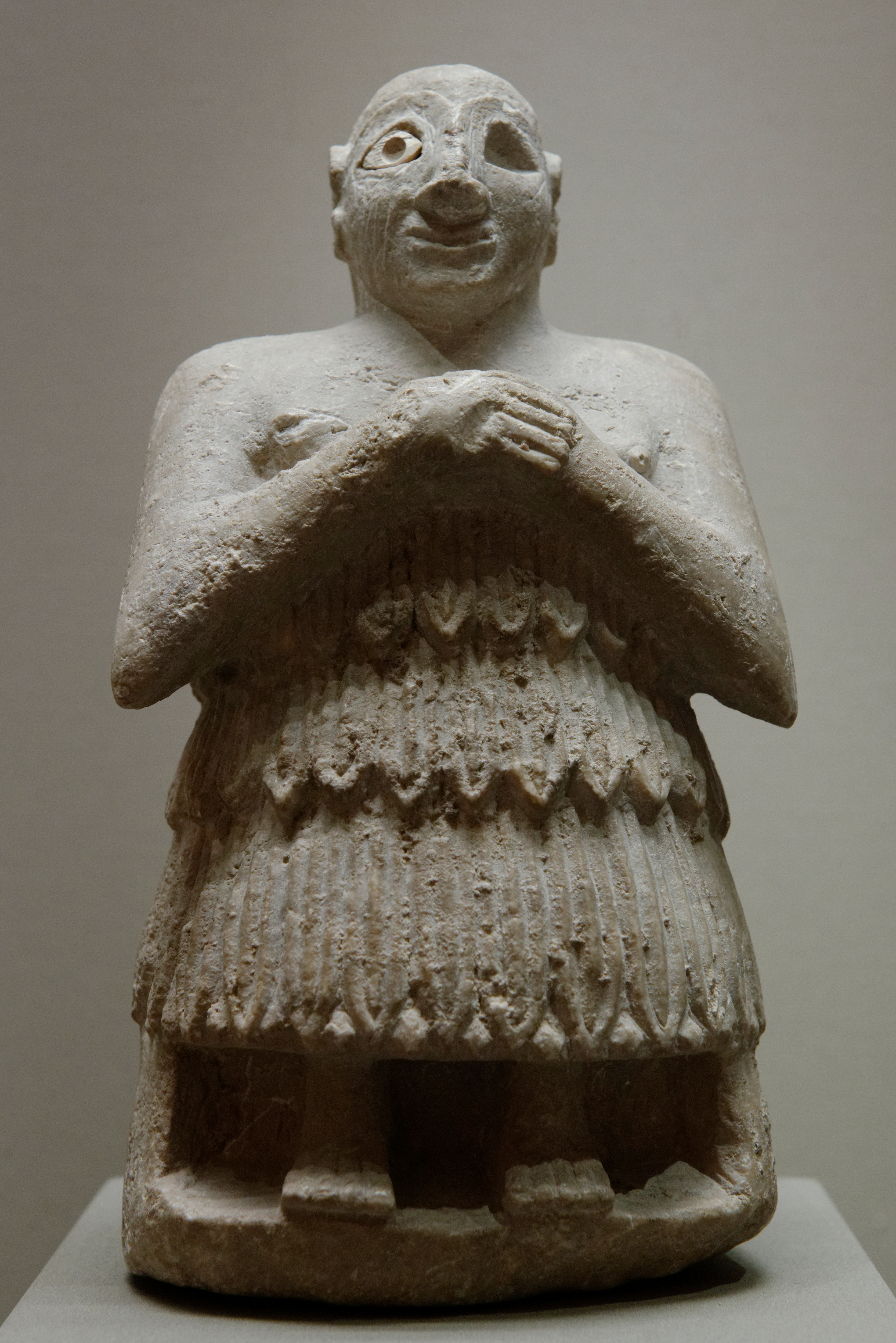

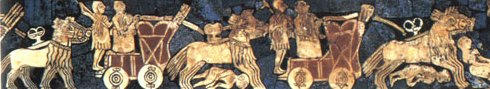
«Мозаїчний штандарт» з Ура (фрагмент), 2600 до н. е. Батальна сцена, Британський музей

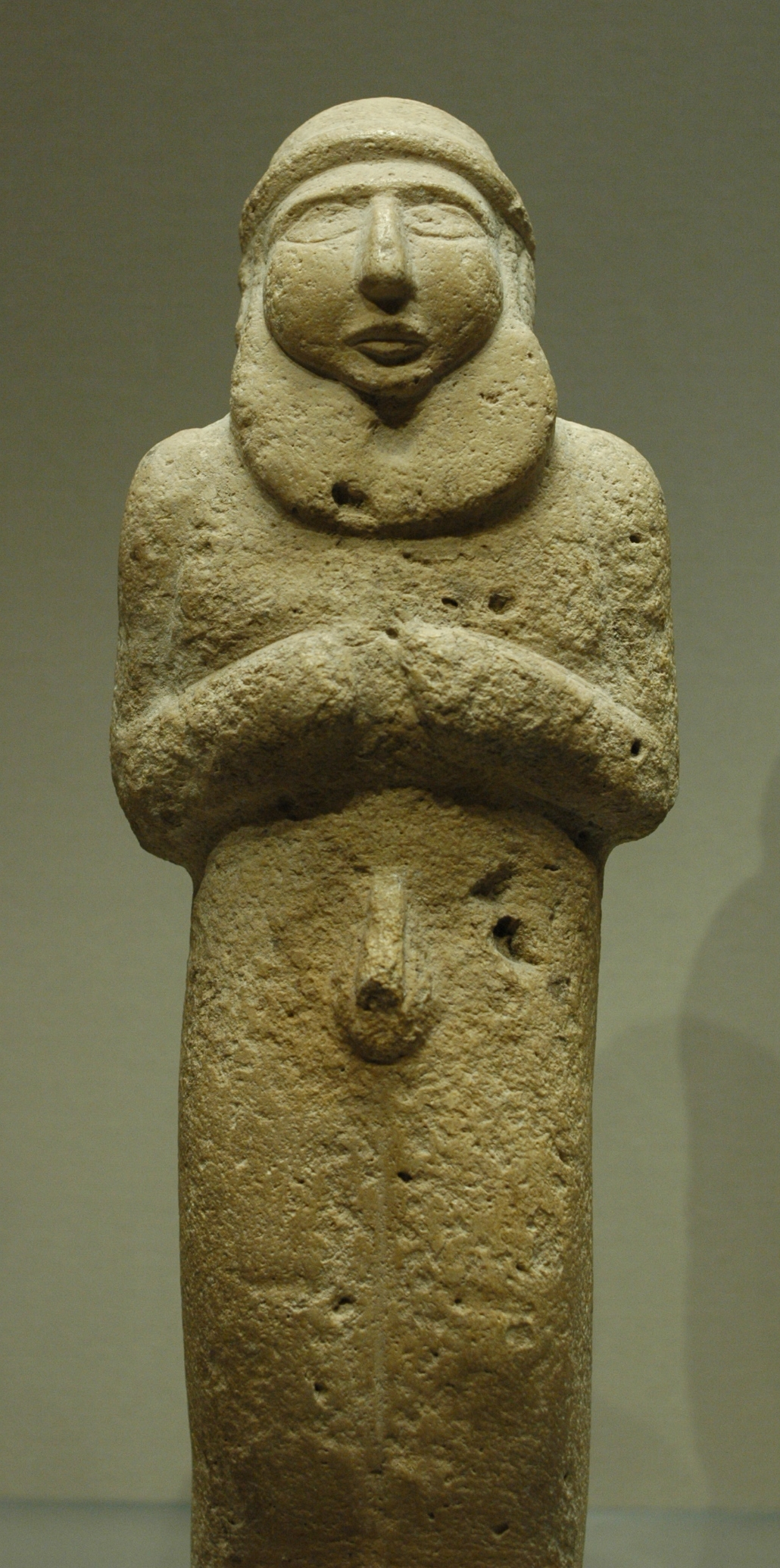
Бородатий чоловік
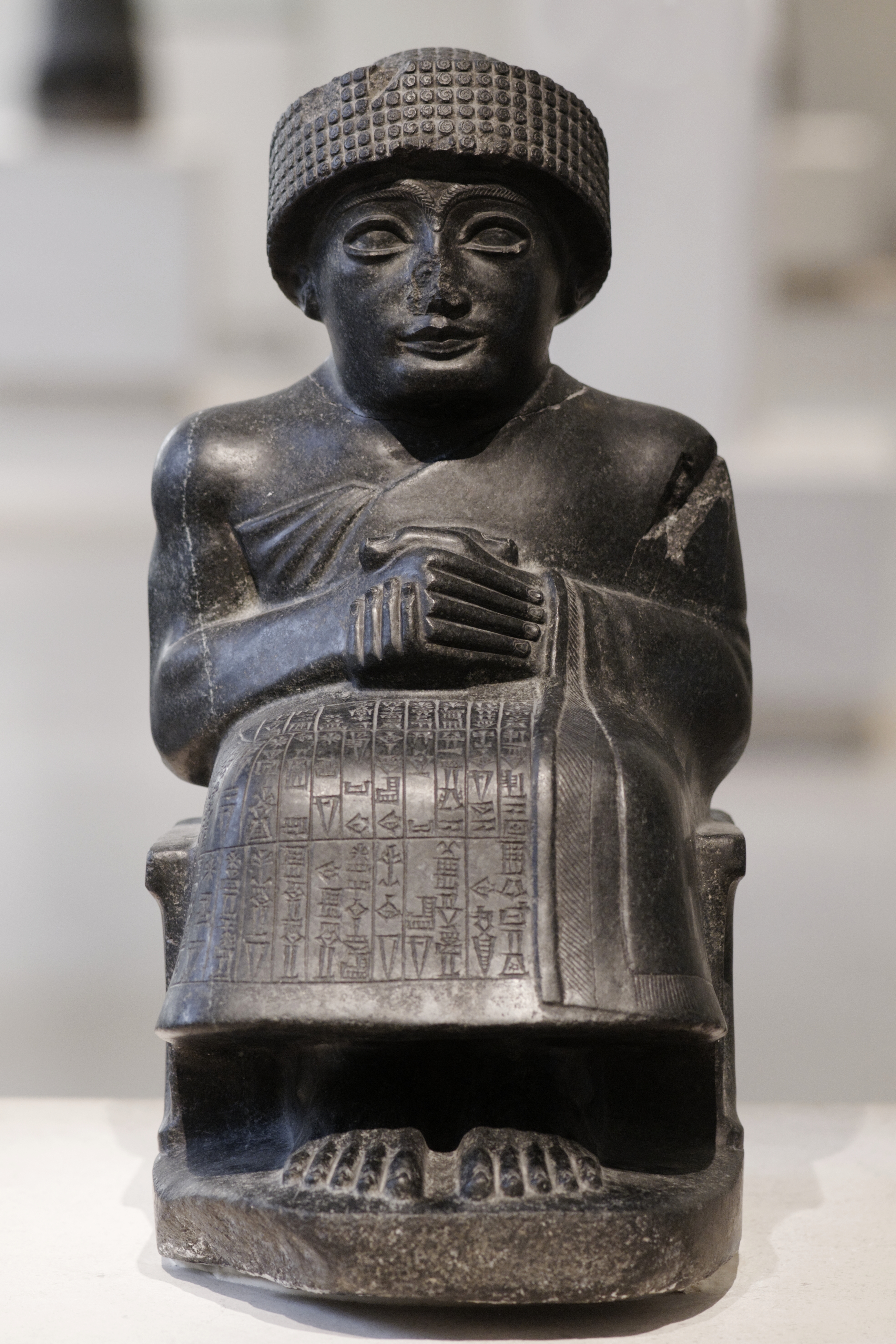
Лагаський цар Гудеа, ХХІІ ст. до н.е, Лувр, Париж (найменша з десяти його скульптур)
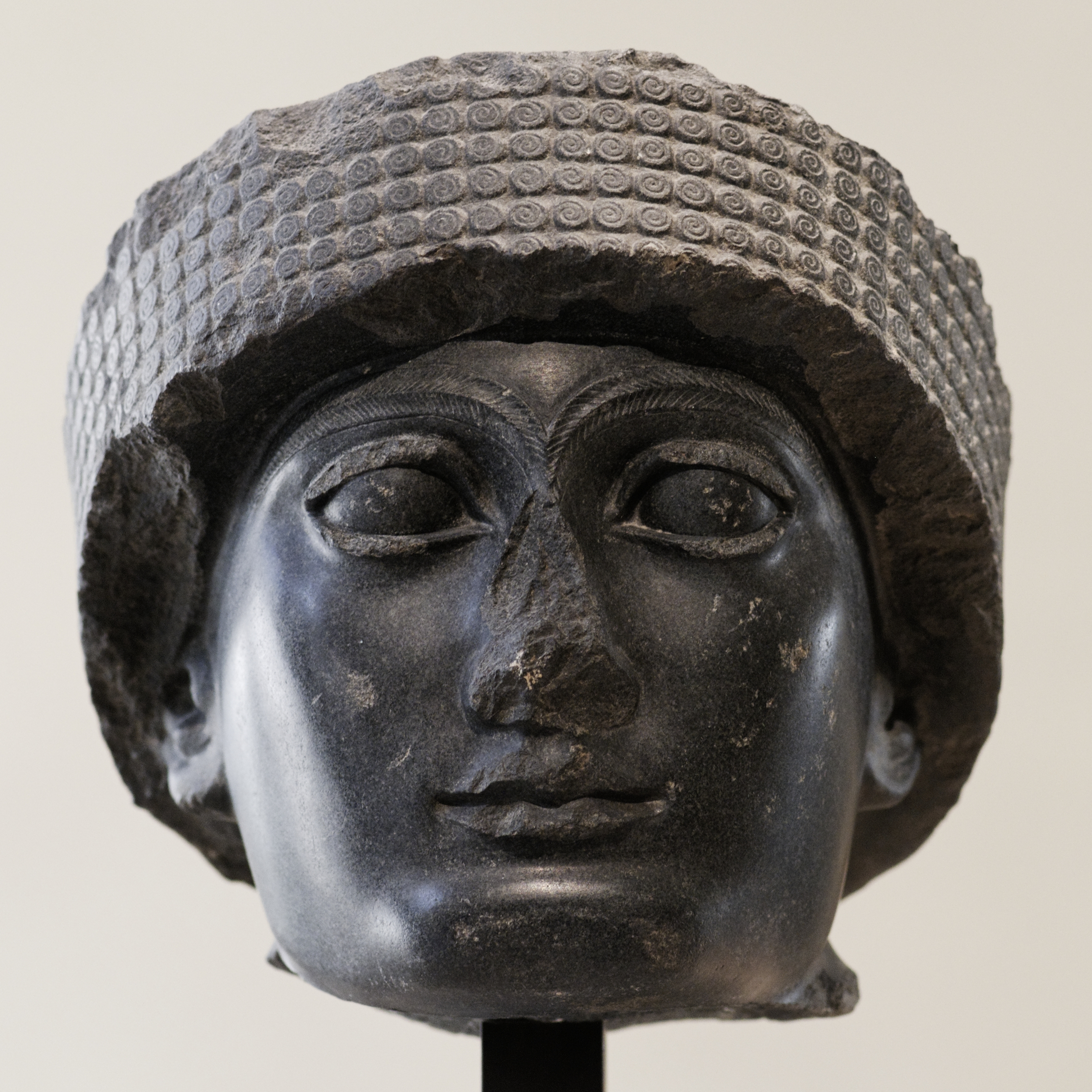
Лагаський цар Гудеа, ХХІІ століття до н. е., Лувр, Париж
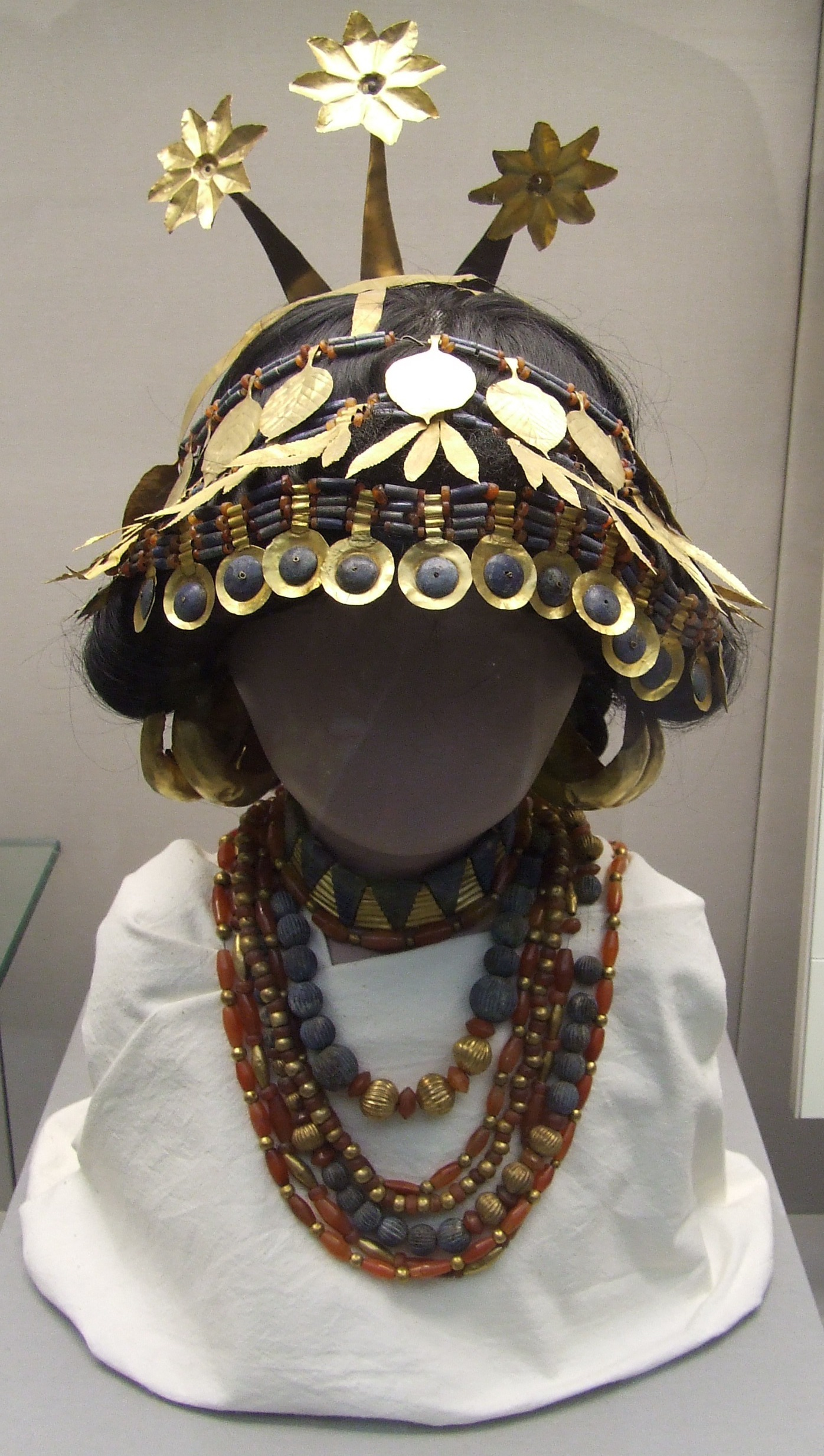
Реконструкція шумерських жіночих прикрас, Британський музей.
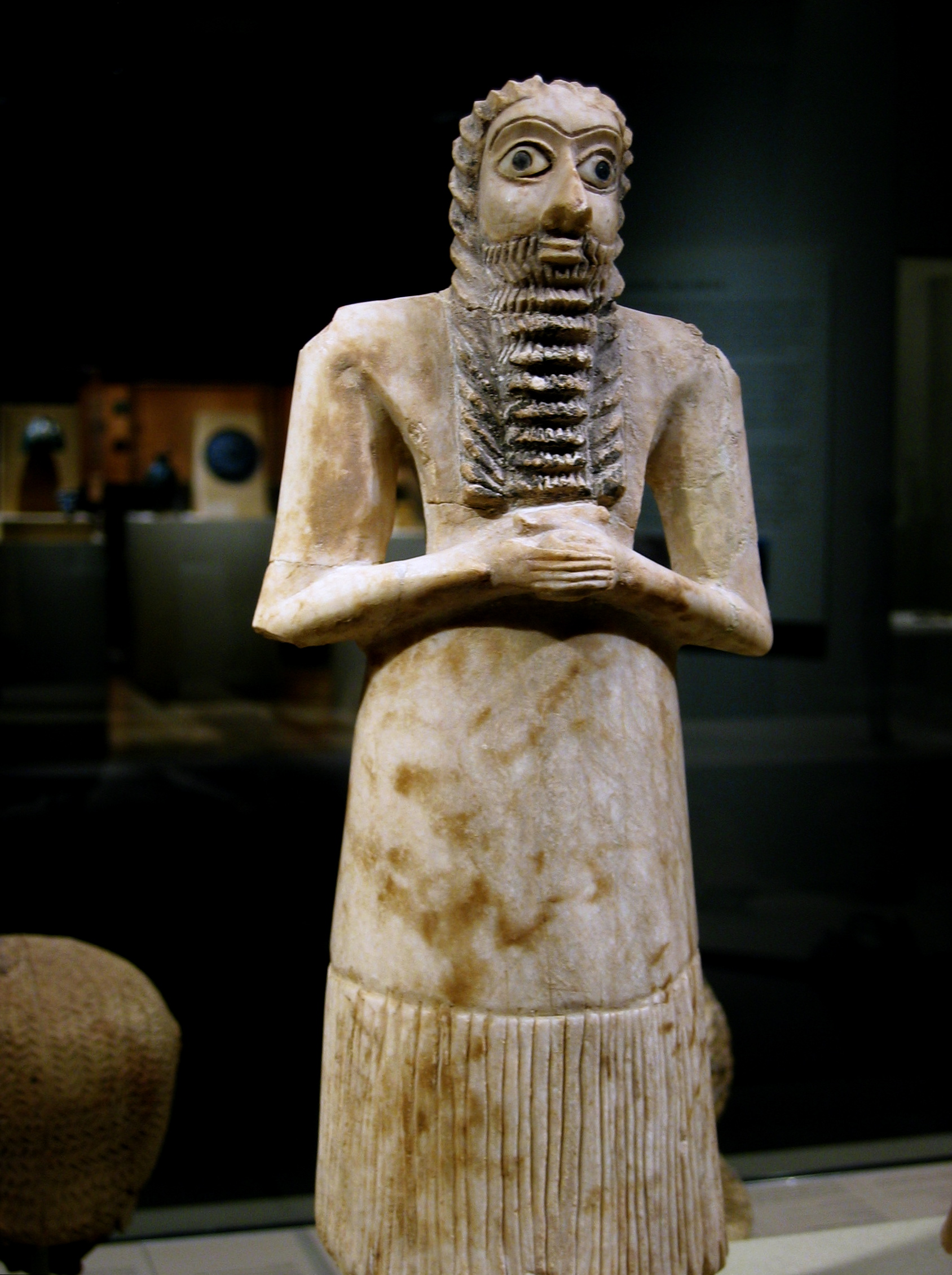
Шумер з Ешнунни на молитві, скульптура з храму Тель-Ахмар 2750-2600 до н. е.
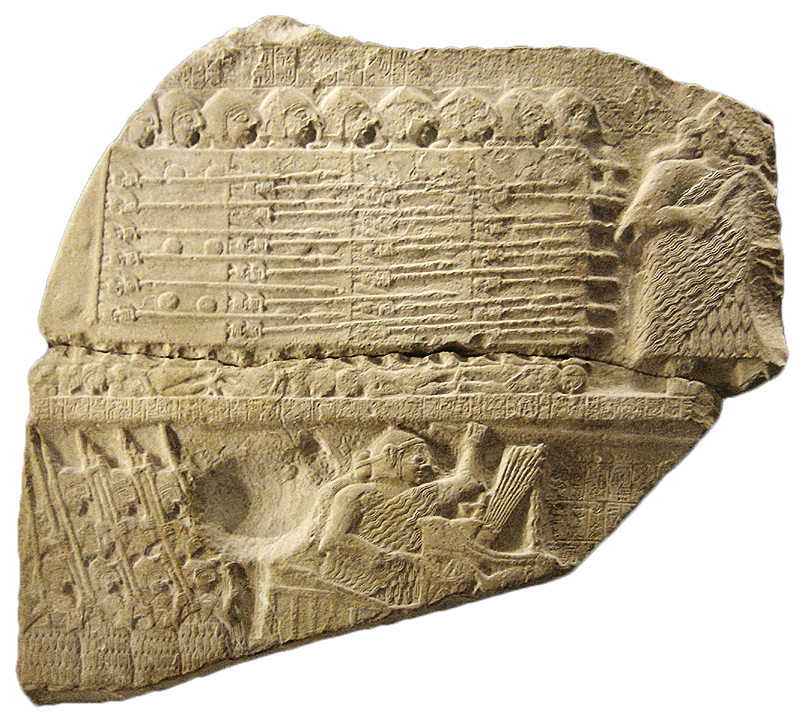
Лагаський правитель Еанаатум на чолі війська. Верхня частина так званої “Стели коршаків”, середина ХХІІІ століття до н. е. (Лувр, Париж)
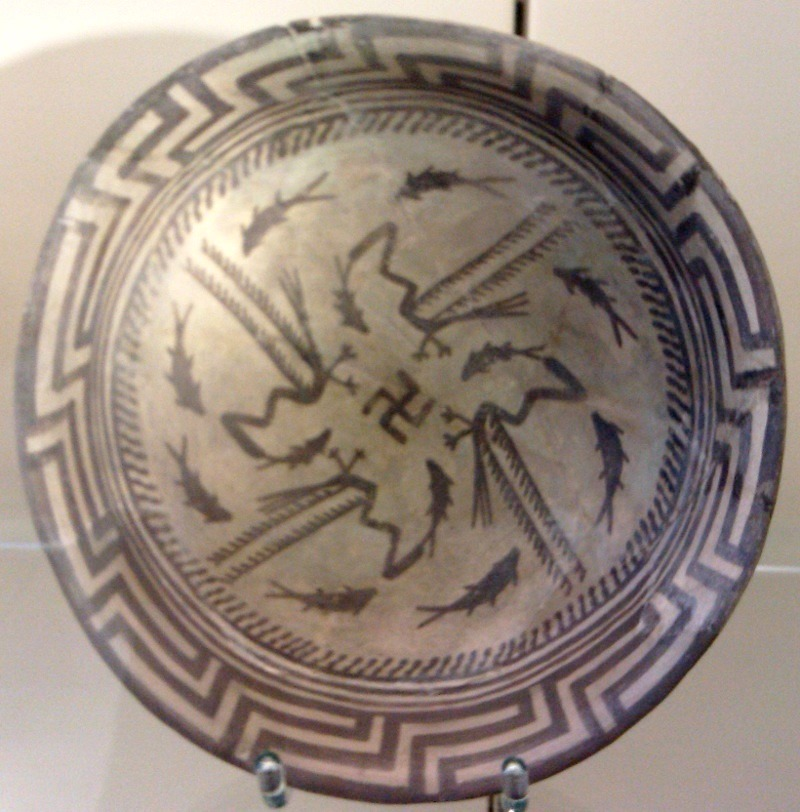
Дошумерська керамічна миска з зображенням свастики, Пергамський музей в Берліні.
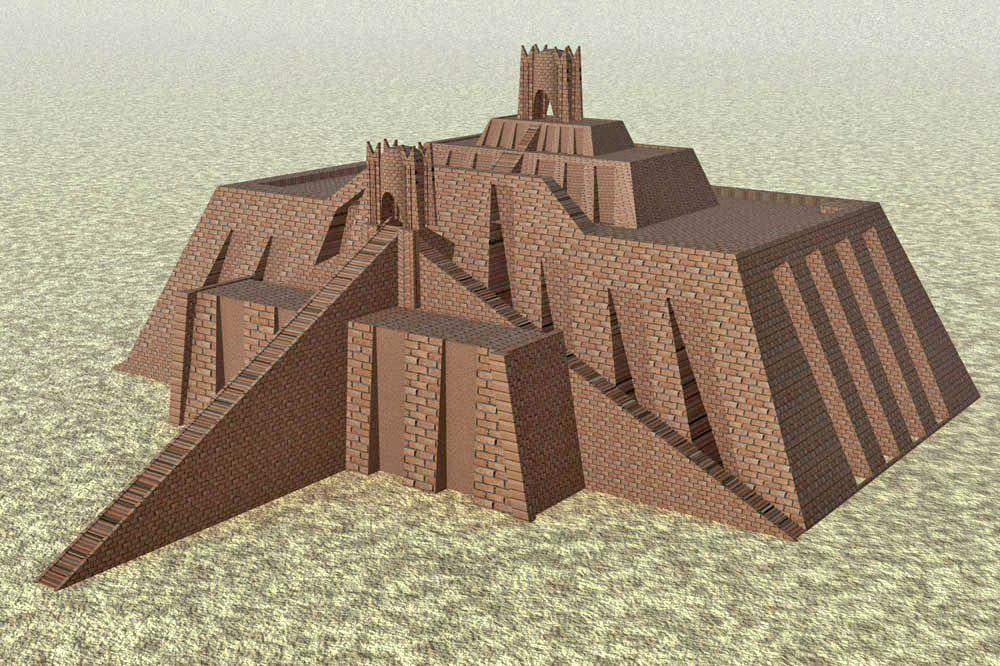
Зикурат в Урі, реконструкція за Л. Г. Вуллі
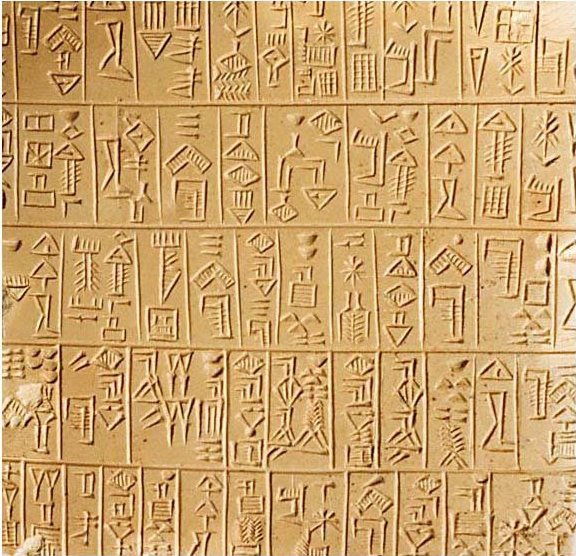
Шумерський клинопис

## Інтернет-ресурси
- Шумери
- Шумери - Перша Цивілізація в Історії